# Paris–Roubaix 1911

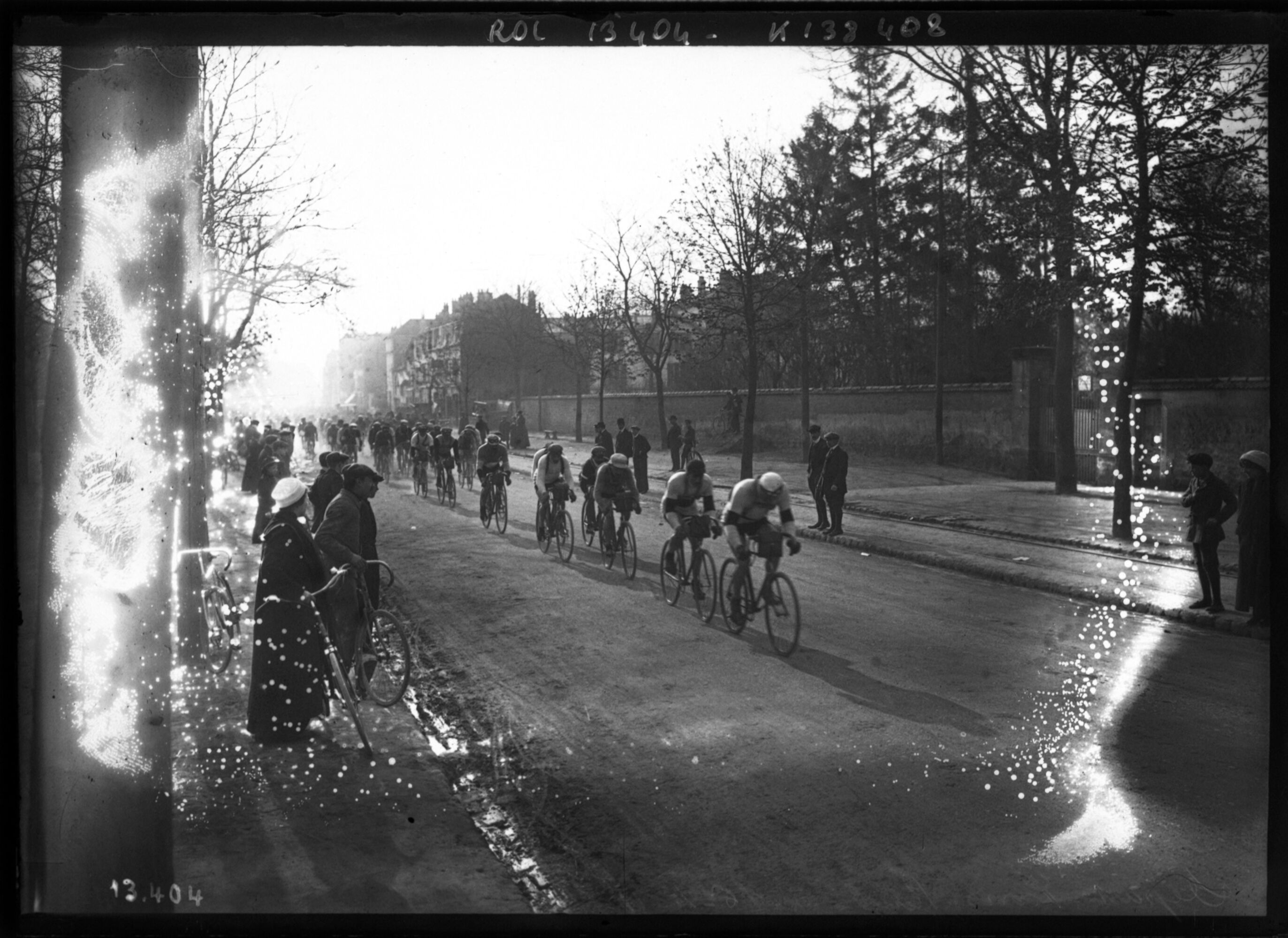
Start des Rennens in Chatou

Das Eintagesrennen Paris–Roubaix 1911 war die 16. Austragung des Radsportklassikers und fand am Sonntag, den 16. April 1911, statt.
Das Rennen ging von Chatou aus über 266 Kilometer. Von den 120 Radrennfahrern am Start konnten sich 59 platzieren. Der Sieger Octave Lapize, der auch in den beiden vorherigen Jahren gewonnen hatte, absolvierte das Rennen mit einer Durchschnittsgeschwindigkeit von 28,746 Kilometern pro Stunde.
In den vergangenen Jahren waren die Rennfahrer immer wieder Opfer von Nagelattacken auf der Straße geworden, selbst in Autoreifen wurden Nägel gefunden. Zwei Fahrradhersteller boten denjenigen 3000 Francs Prämie, die bei der Identifizierung der bandits halfen.
Wie im Jahr zuvor bildeten Octave Lapize und Cyrille Van Hauwaert gemeinsam eine kleine Gruppe vor dem Peloton. Kurz vor dem Vélodrome roubaisien hatte Van Hauwaert jedoch eine Reifenpanne, so dass Lapize sich seinen dritten Sieg in Folge sichern konnte.